# Сан-Рафаель (Колумбія)
Сан-Рафаель (ісп. San Rafael) — місто та муніціпалітет на півночі Колумбії, на території департаменту Антіокія. Входить до складу субрегіону Північна Антіокія, багатого, також, водними ресурсами.

## Історія
Поселення з якого пізніше виросло місто було засноване в 1864 році. Першими жителями були шахтарі-золотодобувачі. Муніципалітет Сан-Рафаель був виділений в окрему адміністративну одиницю 5 серпня 1905 року. Назва міста пов'язана з ім'ям Архангела Рафаїла.

## Географічне положення

Муніципалітет Сан-Рафаель

Місто розташоване в південно-східній частині департаменту, в гористій місцевості Кордильєра-Сентраль, на берегах річки Гуатапе, на відстані приблизно 55 кілометрів на схід від Медельїна, адміністративного центру департаменту. Абсолютна висота — 1160 метрів над рівнем моря.
Муніципалітет Сан-Рафаель межує на півночі з муніципалітетом Сан-Роке, на північному заході — з муніципалітетом Алехандрія, на заході — з муніципалітетом Гуатапе, на півдні — з муніципалітетом Сан-Карлос. Площа муніципалітету становить 362 кв. км..

## Населення
За даними Національного адміністративного департаменту статистики Колумбії, сукупна чисельність населення міста та муніципалітету в 2012 році становила 13 127 осіб.
Динаміка чисельності населення муніципалітету за роками:
| 2005   | 2006   | 2007   | 2008   | 2009   | 2010   | 2011   | 2012   | 2018   |
| ------ | ------ | ------ | ------ | ------ | ------ | ------ | ------ | ------ |
| 13 530 | 13 403 | 13 321 | 13 283 | 13 290 | 13 239 | 13 178 | 13 127 | 12 578 |

За даними перепису 2005 року, чоловіки становили 49,4 % від населення Сан-Рафаеля, жінки — відповідно 50,6 %. У расовому відношенні білі та метиси становили 99,7 % від населення міста; негри, мулати та райсальці — 0,3 %. Рівень грамотності серед населення становив 84,9 %.

## Економіка
Основу економіки Сан-Рафаеля становить сільськогосподарське виробництво та золотодобування. Основними культурами, що обробляються на території муніципалітету, є кава, юка, банани та цукрова тростина. Розвинене тваринництво.
52,2 % від загальної кількості міських та муніципальних підприємств становлять підприємства галузі торгівлі, 28 % — підприємства сфери обслуговування, 19,8 % — промислові підприємства.